# Терновка (Николаев)
Терновка (укр. Тернівка, болг. Тръновка) — микрорайон Николаева в Центральном районе. Находится на севере города.

## История
Терновка получила название от Терновой балки, по которой протекала речка Терновка, впадающая в Ингул.
В первые годы после основания Николаева в нём, по распоряжению князя Г. А. Потёмкина, были размещены пленные турки. Некоторые из них, принявшие российское подданство, были затем поселены недалеко от Николаева в турецкой колонии, находившейся недалеко от Терновой балки. Колония получила название Турецкая Терновка; она управлялась Морским ведомством, смотрителем был поручик Новосильский. В 1795—1796 годах здесь была построена мечеть.
В 1801 году в Терновку переселили болгар, бежавших из Османской империи. Турок выселили, а на их место поселили болгар, которые переделали мечеть в православную церковь. После этого селение стало называться Терновка.
В ходе Великой Отечественной войны в 1941 году селение было оккупировано наступавшими немецкими войсками, 27 марта 1944 года — освобождено частями 203-й стрелковой дивизии РККА.
В 1949 году Терновка стала посёлком городского типа.
По состоянию на начало 1976 года, население Терновки составляло 9,9 тыс. человек, при этом большинство жителей трудоспособного возраста работало на предприятиях Николаева.
По состоянию на начало 1984 года здесь действовали совхоз, филиал Николаевской швейно-галантерейной фабрики, цех Николаевского промкомбината, пищевой комбинат, предприятия бытового обслуживания, общеобразовательная школа, школа искусств, филиал городской больницы, Дом культуры, библиотека.
В 1989 году численность населения составляла 9262 человека.
В память о советском прошлом Терновки установлен памятник Н. И. Иванову.

## Основные улицы
- Малко-Тырновская улица
- Софиевская улица
- Славянская улица
- Песчаная улица
- Восточная улица
- Улица Втората
- Улица Маяковского
- Староболгарская улица
- Новороссийская улица
- Улица Гагарина
- Речная улица

Главная улица — Софиевская. Самая старая — улица Маяковского, ранее именовавшаяся Пырвата.

## Социальная сфера
В Терновке работают средняя общеобразовательная школа № 16, детская школа искусств N°1,библиотека и больница.

## Достопримечательности
Успенская церковь (1804 г.)